# RADIO MAGAZINE WHAT'S IN?
「RADIO MAGAZINE WHAT'S IN?」（レディオ・マガジン・ワッツ・イン）は、1996年4月7日 - 2006年3月26日（TOKYO FM基準）まで10年間にわたって放送されていたTOKYO FM制作のラジオ番組である。主要スポンサーはソニーマガジンズであるが、大塚製薬やスクウェア（現：スクウェア・エニックス）、チェリオコーポレーションがスポンサーだった時期もあった。

## 全期間ネットしていた局
- TOKYO FM
- FM AICHI
- fm osaka

上記3局の放送時間は日曜日1:00 - 2:00
- FM福岡：日曜日3:00 - 4:00（東京・愛知・大阪の2時間遅れ）
- AIR-G'：月曜日1:00 - 2:00（東京・愛知・大阪・福岡の1日遅れ）

## 途中まで、または一時期ネットしていた局
- Date fm：月曜日1:00 - 2:00（1996年4月8日 - 時期不明）→ 日曜日1:00 - 2:00（時期不明～2003年3月30日）
- 広島FM放送：日曜日2:00 - 3:00（1996年4月7日 - 2003年3月30日）
- FM徳島：2000年 - 2001年頃放送。

## DJ（編集長）
- せがわきり：1996年4月7日（番組開始） - 2001年4月8日及び2001年6月17日 - 2004年3月28日
- 上田万由子：2001年4月15日 - 2001年6月10日（出産のため一時番組を降板したせがわきりの代理）
- 江藤麻由：2004年4月4日 - 2006年3月26日（番組終了）

さらにDJではないが、番組内ではZONEや高橋瞳などがコーナーを持っていたこともあった。

## タイトルの変遷
- 1996年4月 - 2002年12月：RADIO MAGAZINE WHAT'S IN?
- 2003年1月 - 2003年3月：ファイナルファンタジータクティクスアドバンス presents RADIO MAGAZINE WHAT'S IN?
- 2003年4月 - 2006年3月：チェリオ・ライフガード presents RADIO MAGAZINE WHAT'S IN?

## 備考
- 月刊音楽情報誌「WHAT's IN?」（ソニーマガジンズ発行）には誌上再録コーナーが毎号掲載されていた（1996年5月号 - 2006年5月号）。
- 2003年1月 - 3月は番組名を「ファイナルファンタジータクティクスアドバンスpresents RADIO MAGAZINE WHAT'S IN?」と改題し、番組内でゲームボーイアドバンス用ゲームソフト「ファイナルファンタジータクティクスアドバンス」（スクウェア〔当時〕より2003年2月14日発売）のラジオドラマを放送していた。なお、このラジオドラマはCD化されている。
- 2004年3月末でのせがわきりの番組降板理由は2001年4 - 6月の一時降板中に生まれた子供の教育に専念するためであり、それは番組降板から約1年経過した2005年2月に「WE MADE IT! ハワイ親子プチ留学 -お金? 夫の理解!? 英語がダメ! をのりこえて-」（VIENT刊）を上梓したことで明らかになった。

| TOKYO FM、fm osaka、FM AICHI 土曜25時枠   | TOKYO FM、fm osaka、FM AICHI 土曜25時枠 | TOKYO FM、fm osaka、FM AICHI 土曜25時枠 |
| 前番組                                    | 番組名                                  | 次番組                                  |
| ----------------------------------------- | --------------------------------------- | --------------------------------------- |
| 進研ゼミPresents 爆裂スーパーファンタジー | RADIO MAGAZINE WHAT'S IN?               | 竹中 sound shop                         |